# Richard-Lehmann-Straße
Die Richard-Lehmann-Straße (früher Kaiserin-Augusta-Straße) ist eine drei Kilometer lange Hauptverkehrsstraße im Süden Leipzigs und zugleich Teil der Bundesstraße 2. Zwischen Auwald und Altenburger Straße steht die Allee als Sachgesamtheit unter Denkmalschutz.

## Verlauf
Die Richard-Lehmann-Straße zweigt am Auwald von der vierstreifigen Wundtstraße ab und verläuft über 3,0 Kilometer in ziemlich genau östlicher Richtung bis in die Nähe des Völkerschlachtdenkmals, wo sie auf die Straße „An der Tabaksmühle“ trifft. Vom Auwald aus steigt sie bis zur Kochstraße um etwa acht Meter an, um dann nach zunächst horizontalem Verlauf ab der Altenburger Straße auf einer künstlich angelegten Rampe von reichlich 300 Metern Länge um etwa 15 Meter anzusteigen. Diese Rampe heißt nach ihrem früheren Nachbarn allgemein noch Schlachthofberg. Diese Höhe hält die Straße nun auf einem aufgeschütteten Damm, bis das natürliche Gelände an ihrem östlichen Ende auf das gleiche Niveau angestiegen ist. Dabei überquert sie drei Brücken: die Bahnlinie zum Bayerischen Bahnhof (Schlachthofbrücke), das Gelände der ehemaligen Gleisanlagen zur früheren Großmarkthalle (Markthallenbrücke) und die Bahnlinie zwischen Stötteritz und Connewitz (Hofer Brücke).
In ihrem westlichen Teil bildet die Richard-Lehmann-Straße bis zur Schlachthofbrücke die Grenze zwischen Connewitz und der Südvorstadt, verläuft dann bis zur Hofer Brücke durch den Ortsteil Zentrum-Südost und trennt danach Marienbrunn von dem zu Probstheida zählenden Wilhelm-Külz-Park.

## Geschichte

Die Kaiserin-Augusta-Straße 1908

Im Jahre 1866 wurde in Leipzig der „Allgemeine Bebauungsplan für die Südseite der Stadt“ beschlossen, in welchem der geplante Verlauf der Straßen bis zur südlichen Grenze gegen Connewitz festgelegt wurde. Die südliche Begrenzung des Gebietes sollte eine Allee werden, für die der Name Kaiserin-Augusta-Straße nach der Gattin des Kaisers Wilhelm I. vorgesehen wurde. 1882 schließlich begann der Bau der Straße zum Teil mit baumbestandenem Mittelstreifen vom Wasserwerk am Auwald (ab 1887 Stadtgärtnerei) bis an die vom Bayerischen Bahnhof kommende Bahnlinie mit Überbauung des von der Marienquelle zur Pleiße fließenden Domgrabens, der Flurgrenze zwischen Leipzig und Connewitz. Die Straße endete zunächst zwischen dem an der Altenburger Straße entstehenden Schlachthof und dem damals neuen Gaswerk (jetzt Stadtwerke). Nur ein Weg führte weiter nach Stötteritz. 1884 erfolgte die offizielle Benennung der Straße über die Veröffentlichung durch den Rat der Stadt im Tageblatt.
In der zweiten Hälfte der 1920er Jahre wurde eine bessere verkehrsmäßige Anbindung des Geländes der technischen Messe sowie eine allgemeine Verbesserung einer südlichen Ost-West-Verbindung notwendig, und es erfolgte die Verlängerung der Kaiserin-Augusta-Straße mit dem oben beschriebenen Damm.
Am 1. August 1945 wurde die Kaiserin-Augusta-Straße in Richard-Lehmann-Straße umbenannt.
In der zweiten Hälfte des 20. Jahrhunderts wurden die Brücken saniert bzw. neu errichtet, 1968–1971 die Schlachthofbrücke, 1988–1991 die Markthallenbrücke und 1993–1994 die Hofer Brücke. Vor der Umwidmung zur Bundesstraße wurde der westliche Teil bis zum Schlachthofberg 2003 grundlegend rekonstruiert und der Mittelstreifen wieder durchgehend mit Platanen bepflanzt.

## Verkehr
Bis auf den Schlachthofberg ist die Richard-Lehmann-Straße vierstreifig ausgebaut. Sie besitzt in voller Länge beidseitig Radwege, teils durch Fahrbahnmarkierung, teils als separate Radwege.
Die Richard-Lehmann-Straße ist bis auf die Kreuzung mit der Karl-Liebknecht-Straße als Hauptstraße ausgeschildert. Ampelkreuzungen befinden sich hier und an der August-Bebel-Straße, der Arthur-Hoffmann-Straße, der Altenburger Straße und der Zwickauer Straße.
Vom 4. Januar 1930 bis Mai 2001 befuhr die Straßenbahnlinie 22 die Richard-Lehmann-Straße von ihrem östlichen Ende bis zur Karl-Liebknecht-Straße, seit Mitte der 1990er Jahre allerdings nur noch an Wochentagen. Ab 27. Mai 2001 wurde sie schließlich vollständig durch die Buslinie 70 ersetzt, die die Richard-Lehmann-Straße auf der gleichen Route befährt. Die Gleise blieben zunächst komplett als Betriebsstrecke erhalten, jedoch wurde der Abschnitt östlich der Zwickauer Straße bereits 2005 endgültig stillgelegt. Derzeit befährt die Linie 9 noch einen Haltestellenabstand zwischen der Karl-Liebknecht-Straße und der Arthur-Hoffmann-Straße in der Richard-Lehmann-Straße; der Teil bis zur Zwickauer Straße steht weiterhin als Betriebsstrecke zur Verfügung. Das Teilstück zwischen Arthur-Hoffmann-Straße und Zwickauer Straße nutzten noch die folgenden, nach Marienbrunn verkehrenden Linien, von 1931 bis 1951 die 14 und von 1945 bis 1967 die 16, bevor letztere auf eine Neubaustrecke über die Arno-Nitzsche-Straße verlegt wurde.

## Bebauung

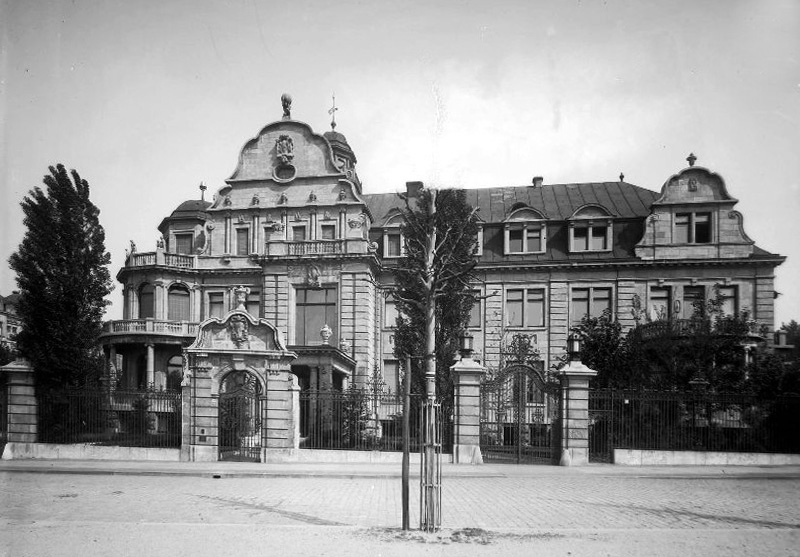
Die Villa der Gebrüder Philipp, um 1920

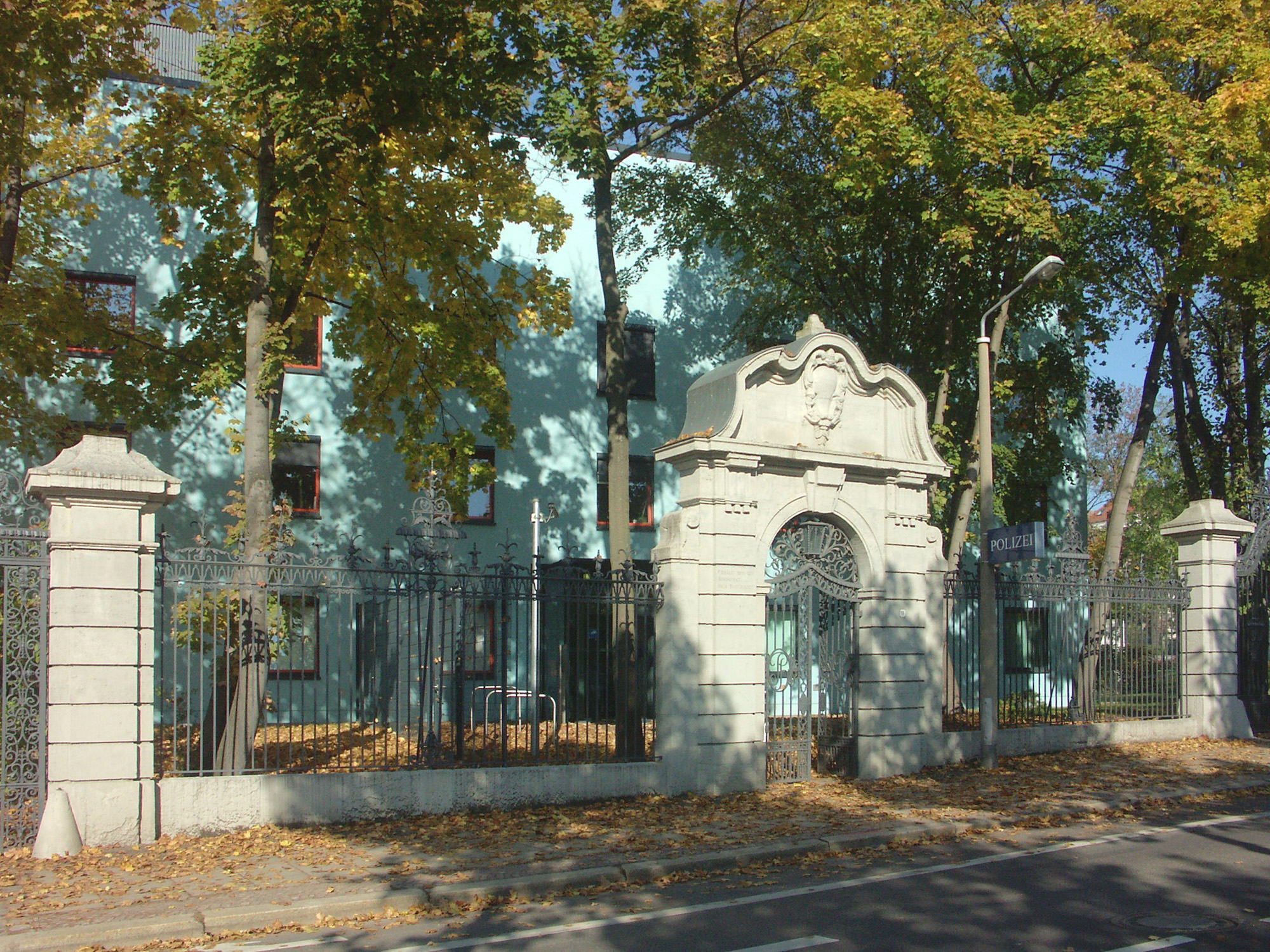
Polizeirevier Leipzig-Südost an gleicher Stelle, 2010.
Zaun und Portal sind noch original.

Nachdem für den südlichen Teil der Südvorstadt die offene Bauweise ohne Gewerbe in den Hinterhöfen vorgeschrieben worden war, entstanden etwa von der Jahrhundertwende bis zum Ersten Weltkrieg an der Nordseite der Kaiserin-Augusta-Straße einzeln stehende mehrgeschossige Mehrfamilienwohnhäuser mit repräsentativen, zum Teil eine ganze Etage einnehmenden Wohnungen. Zehn dieser Häuser stehen heute noch. Eine Sonderstellung nahm die großbürgerliche, neobarocke Villa an der Ecke zur Kaiser-Wilhelm-Straße (heute August-Bebel-Straße) in einem parkartigen Gelände ein, die der Architekt Otto Paul Burghardt für Fritz und Hans von Philipp (Vorstandsmitglieder der Fritz Schulz jun. AG) errichtete. Von dem im Zweiten Weltkrieg zerstörten Anwesen stehen nur noch die schmiedeeiserne Einfriedung mit ihren Portalen, eine Ecklaube und ein Rundtempel. Im ehemaligen Park befindet sich heute ein neu erbautes Polizeirevier. Eine nach Plänen von Carl James Bühring 1923/1924 an der Auwaldseite der Straße errichtete dreiflügelige Wohnanlage für Richter des Reichsgerichts ist heute das städtische Senioren- und Pflegeheim „Am Auenwald“.
Auf der zu Connewitz gehörenden Südseite der Straße entstand 1913 an der Ecke zur Südstraße (Karl-Liebknecht-Straße) das Hauptgebäude der Leipziger Baugewerkschule (später Staatliche Bauschule Leipzig, heute Hochschule für Technik, Wirtschaft und Kultur Leipzig). Die von 1927 bis 1937 im Bereich der heutigen Bernhard-Göring- und Arthur-Hoffmann-Straße vom Bauverein zur Beschaffung preiswerter Wohnungen zum Teil im Art-déco-Stil errichteten Wohnhäuser verlaufen auch längs der Richard-Lehmann-Straße. 1931 wurde das mit seinem Giebel an die Straße reichende Berufstätigenheim erbaut, das jetzt als Gerd-Klingner-Haus dem Betreuten Wohnen dient.
Die verhältnismäßig geringen Kriegsschäden aus dem Zweiten Weltkrieg wurden in den 1960er Jahren teilweise durch Neubaublöcke geschlossen und drei solcher Blöcke senkrecht zur Straße auf dem ehemaligen Tennisplatzgelände vor dem Schlachthofberg errichtet. In den 1980er Jahren entstand im unteren Teil der Richard-Lehmann-Straße eine große Kindertagesstätte.
Nach der Wende waren die wichtigsten Bauten die Umgestaltung des Schlachthofgeländes zum Sendezentrum des MDR in den Jahren 1995 bis 2000 mit dem elfstöckigen Hochhaus über dem Studiobau, die Errichtung der Landeszentralbank für Sachsen und Thüringen, jetzt Bundesbank Filiale Leipzig, von 1995 bis 1998 an der Ecke zur Karl-Liebknecht-Straße und der 2015 fertiggestellte Funkturm Leipzig an der Ecke zur Zwickauer Straße.
In einem ehemaligen Gasometer der an der Richard-Lehmann-Straße liegenden Stadtwerke eröffnete 2003 der Architekt und Künstler Yadegar Asisi sein erstes Panometer mit dem Rundbild 8848Everest360°.
In den letzten Jahren wurden im östlichen Teil ab der Zwickauer Straße und auch unter Einbeziehung von Gelände der Alten Messe mehrere Autohäuser errichtet, so dass dieser Teil der Richard-Lehmann-Straße auch als Automeile bezeichnet wird. Im Einzelnen waren dies 1997 Mercedes, 2001 Audi, 2003 BMW, 2007 Honda 2011  VW und 2018 Škoda. 2010 wurde am westlichen Teil der Straße ein neues Geschäftshaus errichtet.

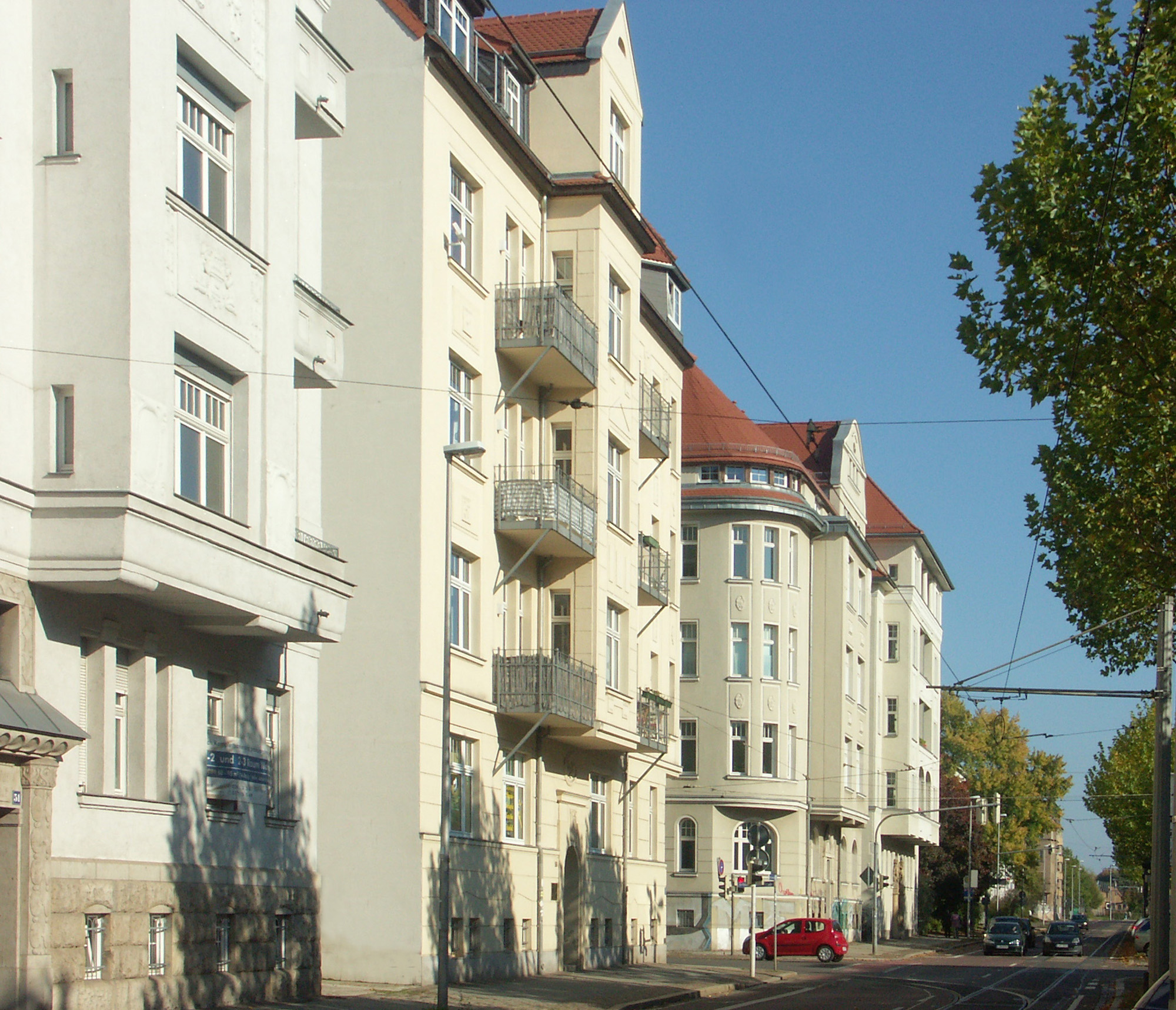
Bauten aus der Zeit um 1900 auf der Südvorstadtseite
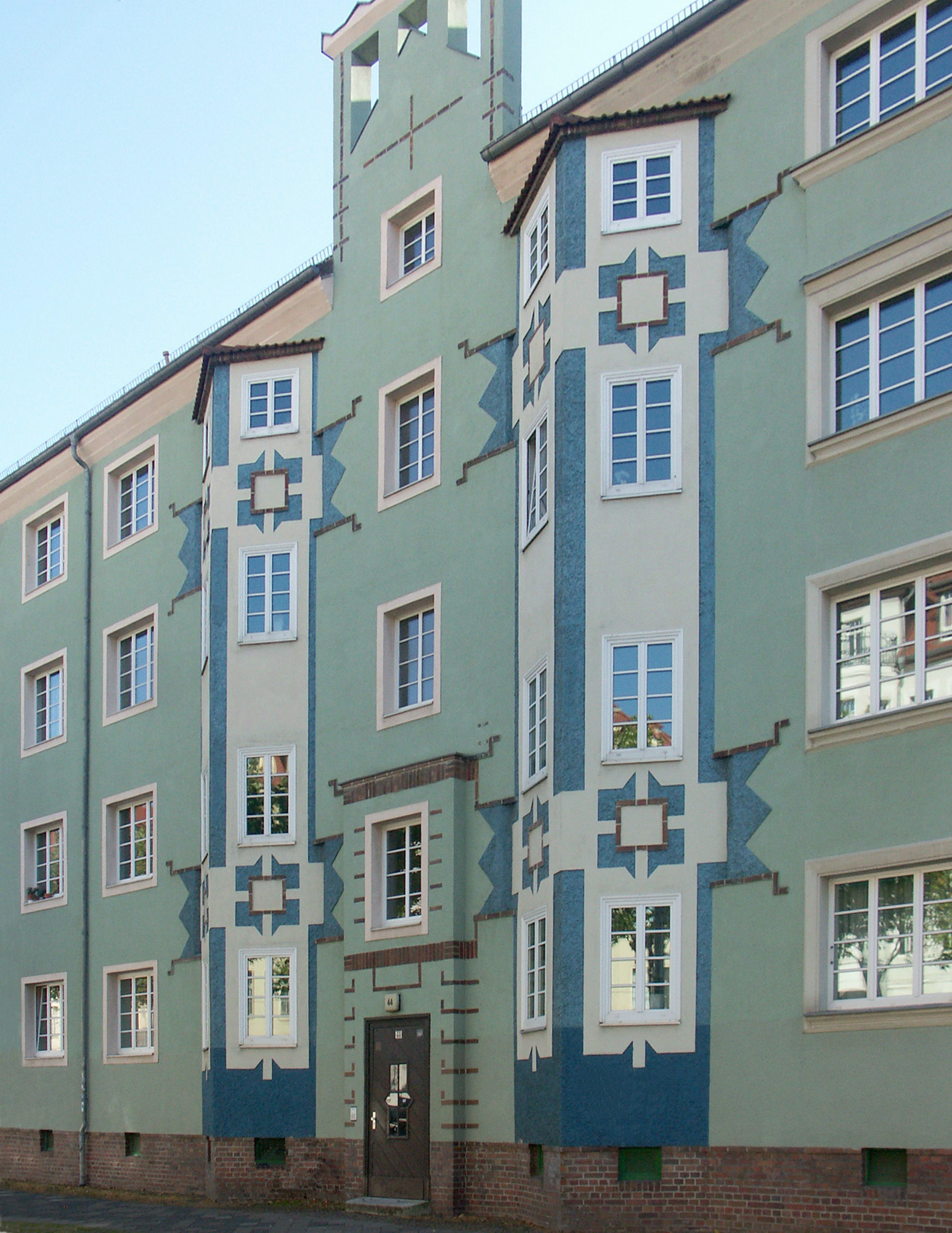
Art-déco-Geschosswohnungsbauten gegenüber
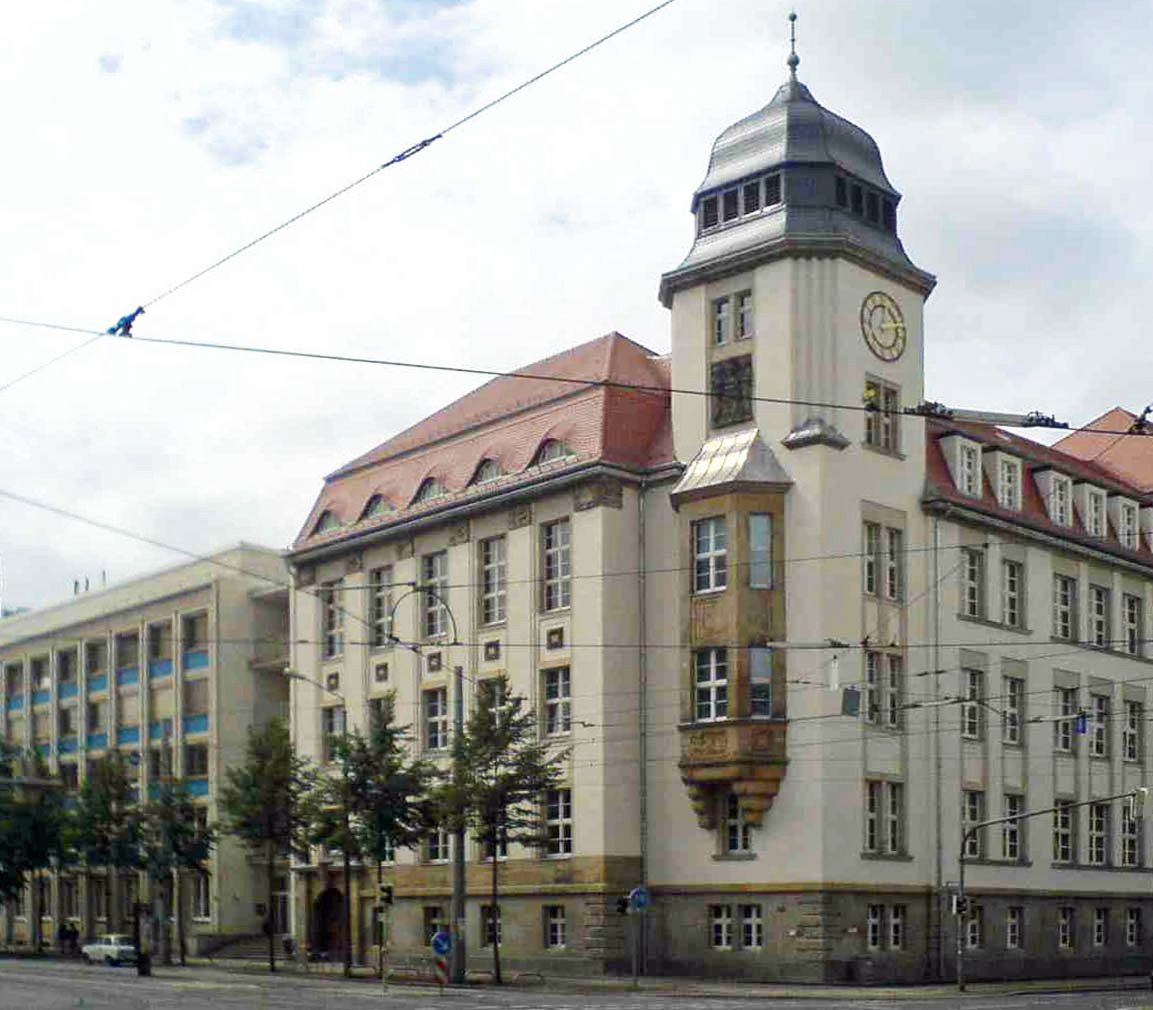
Hauptgebäude der HTWK (ehem. Baugewerkschule)
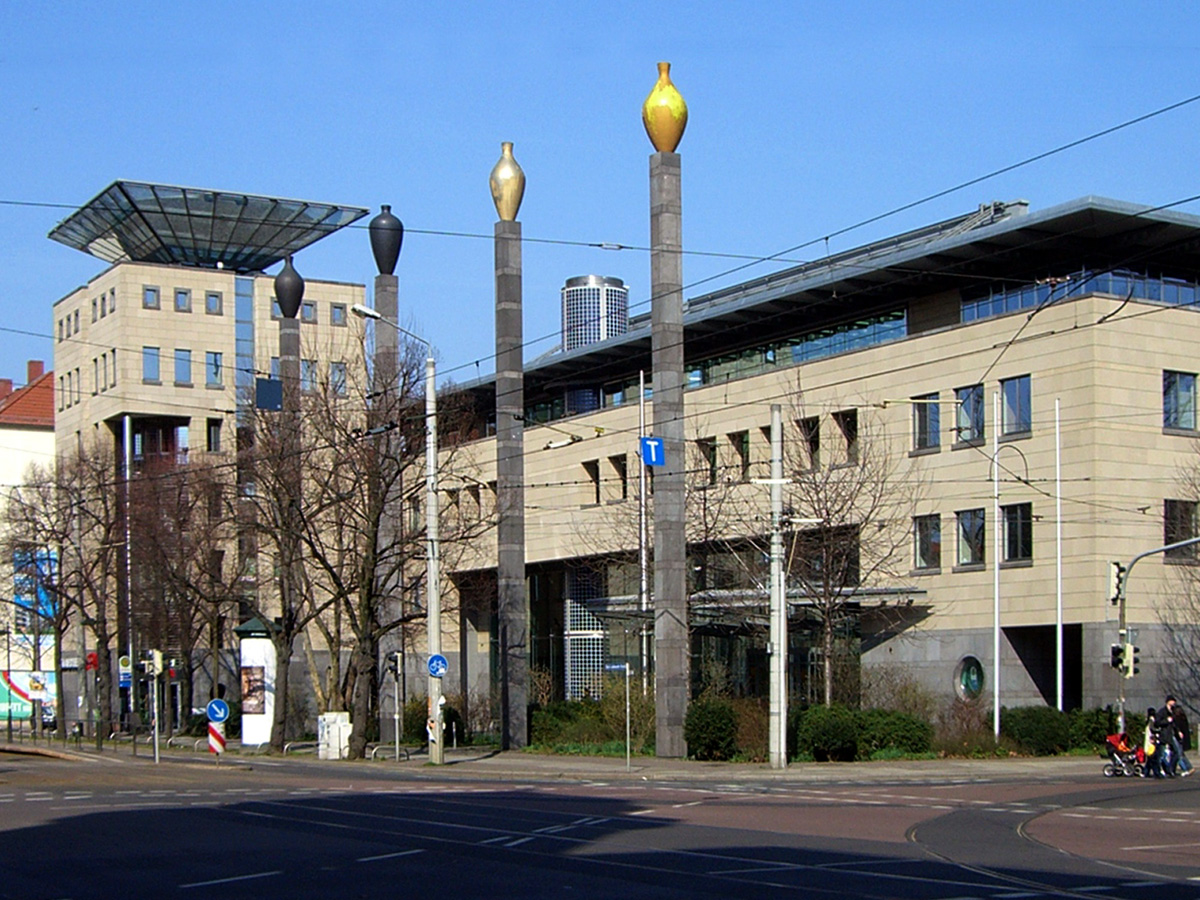
Bundesbank-Filiale an der Ecke zur Karl-Liebknecht-Straße
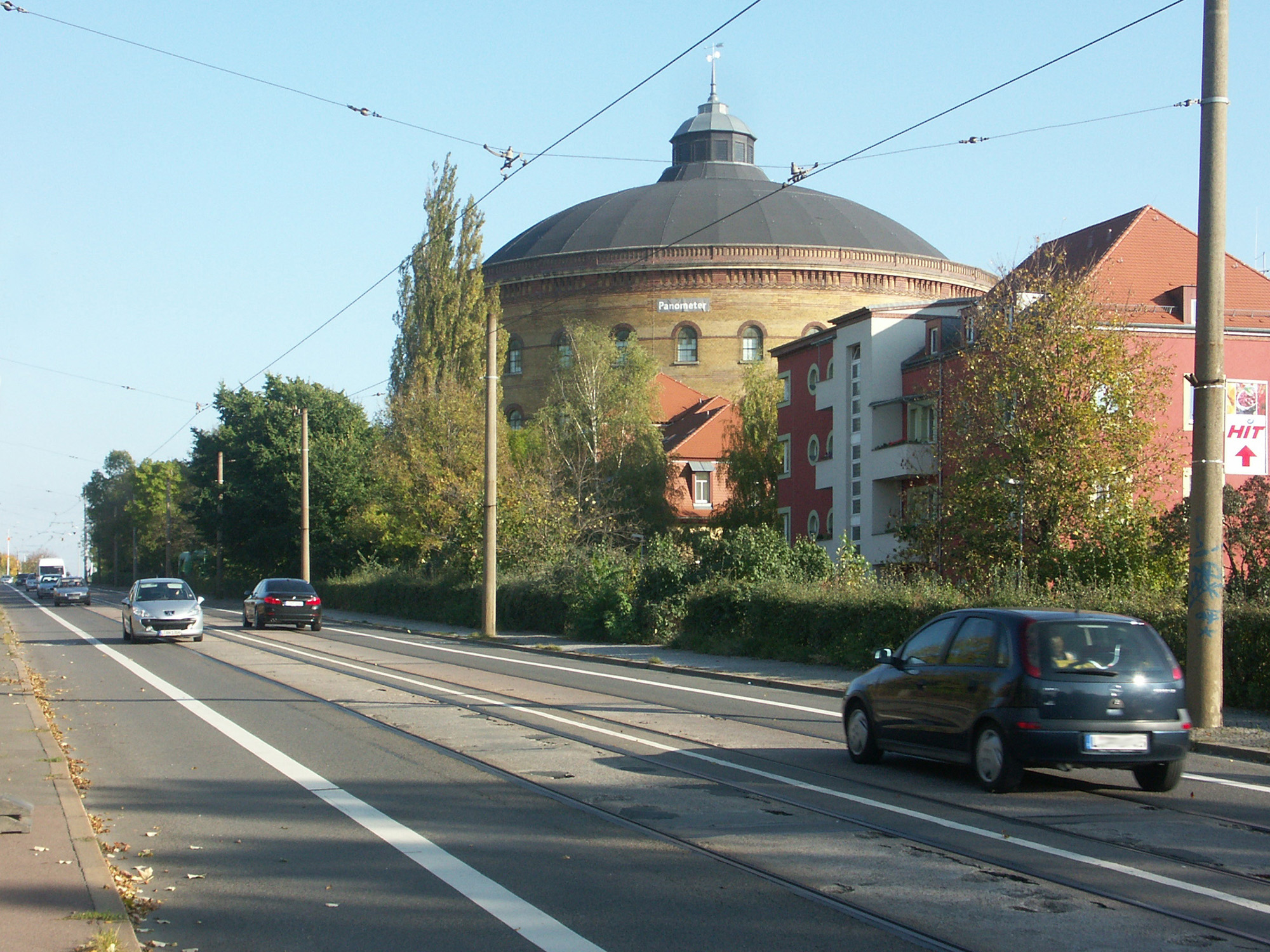
Schlachthofberg und Panometer
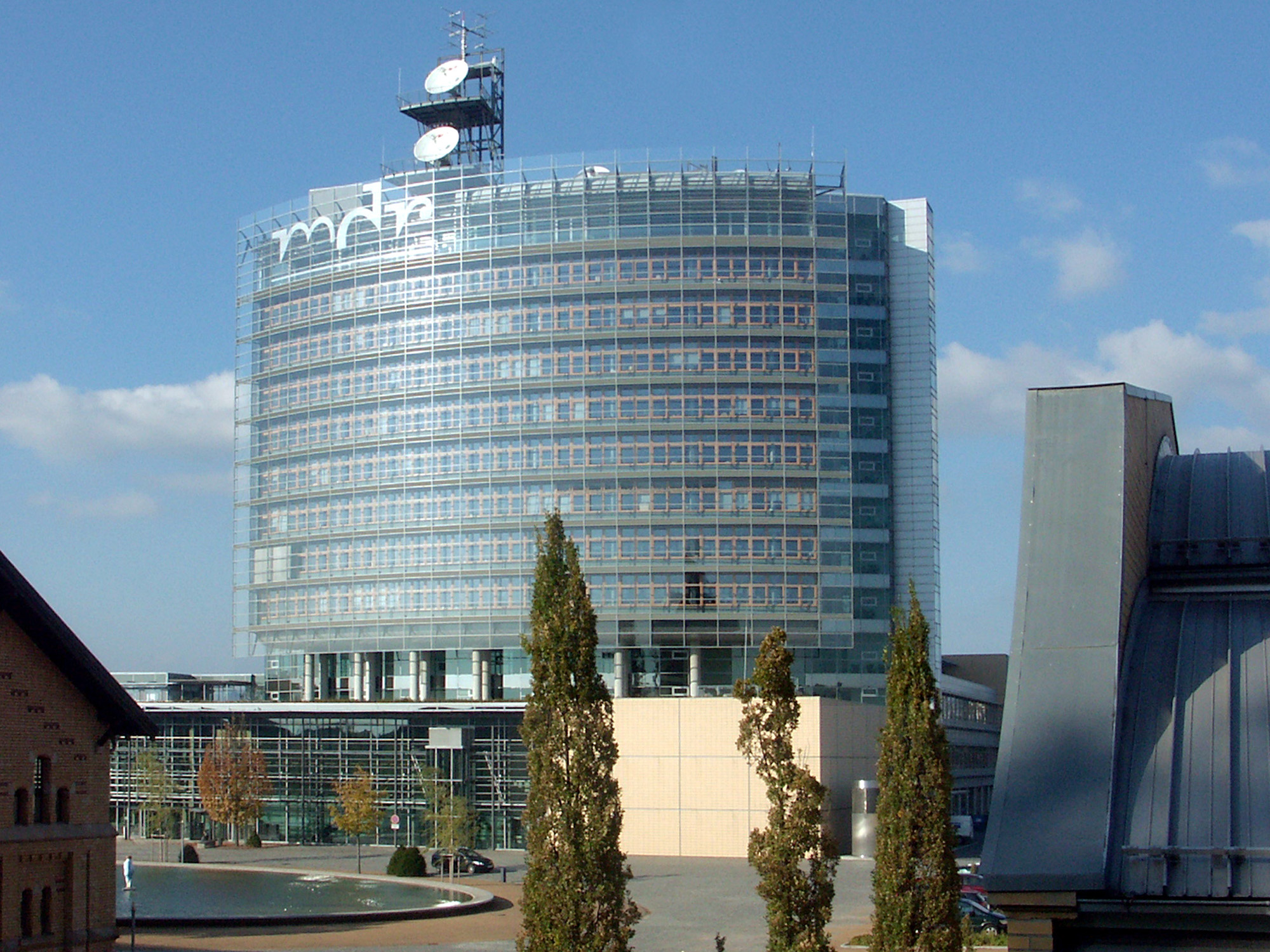
MDR-Gelände von der Richard-Lehmann-Straße aus
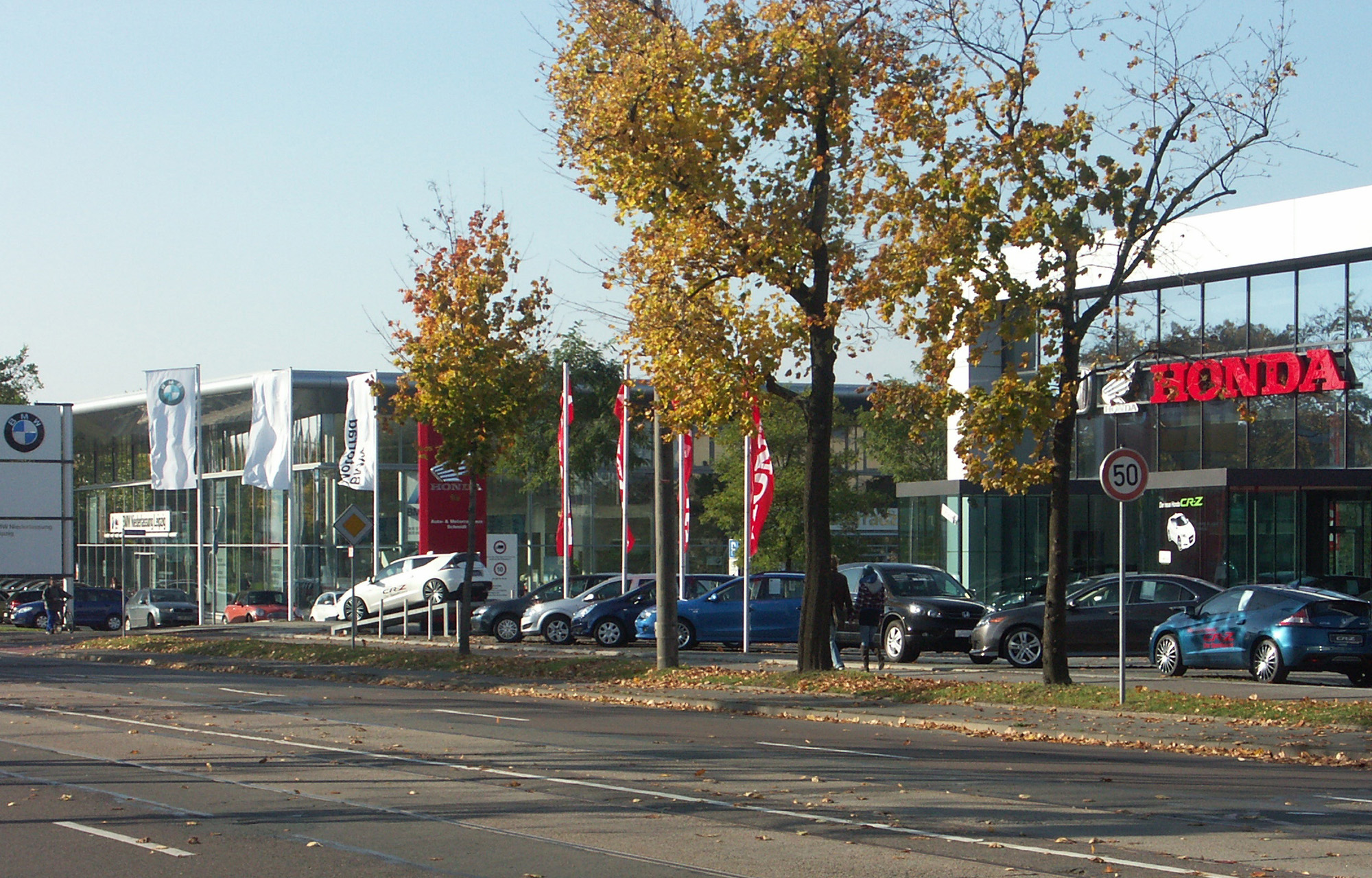
An der Automeile
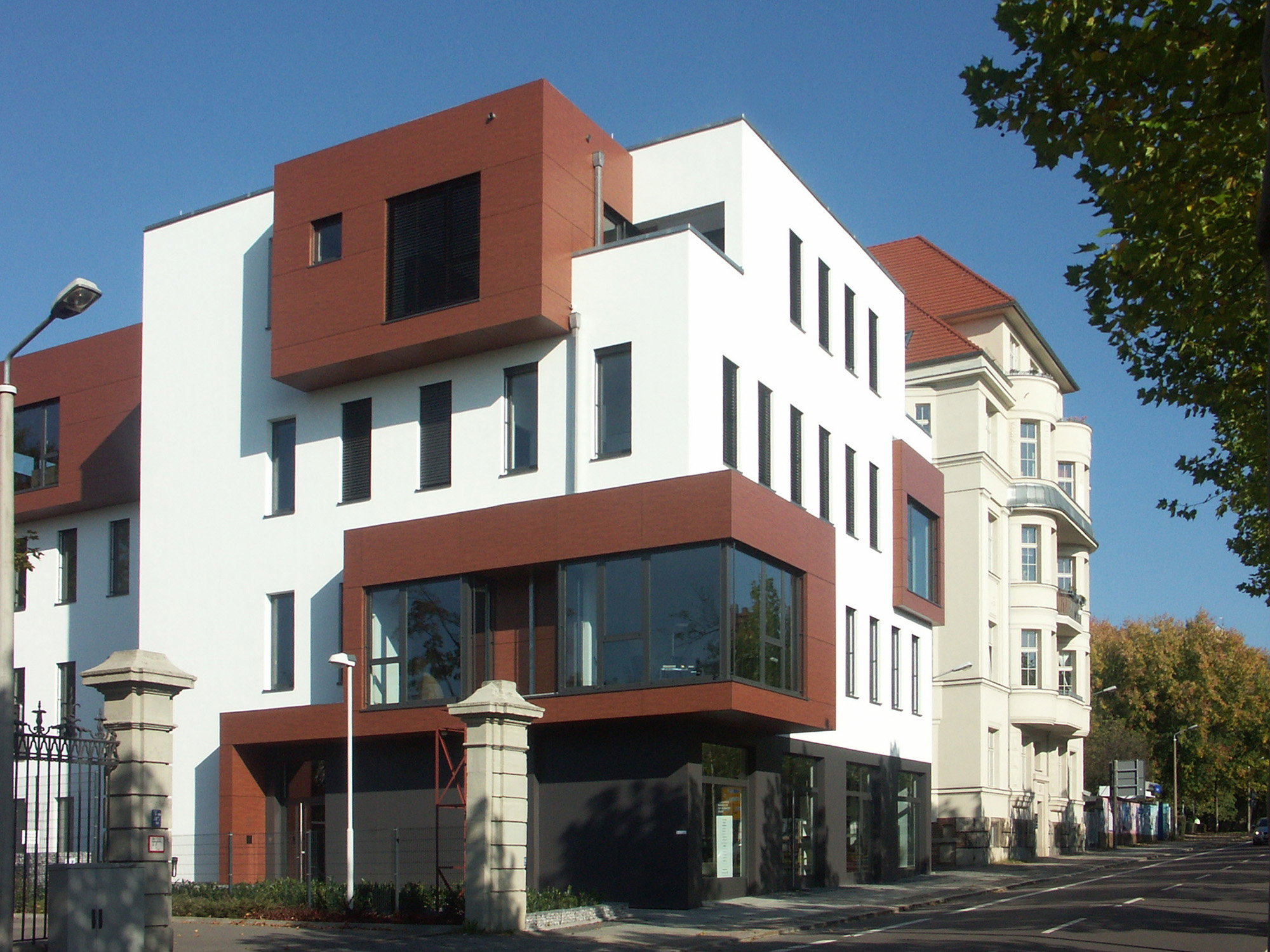
Neues Geschäftshaus